# 1774 в Україні

## Події
- Загарбання Австрією Буковини.
- Кючук-Кайнарджійський мирний договір.

## Особи

### Народились
- Білецький-Носенко Павло Павлович (1774—1856) — український письменник, педагог і лексикограф.
- Велланський Данило Михайлович (1774—1847) — український вчений-медик, натурфілософ.
- Квітка Андрій Федорович (1774—1844) — державний діяч Російської імперії, сенатор, таємний радник.
- Михайло (Левицький) (1774—1858) — єпископ Української греко-католицької церкви; з 8 березня 1816 року Митрополит Галицький та Архієпископ Львівський — предстоятель Української греко-католицької церкви. Примас Галичини і Володимирії. Кардинал.

### Померли
- Яків Блонницький (1711—1774) — український церковний діяч, український філолог. Склав граматику церковно-слов'янської мови і лексикони греко-слов'янський та слов'яно-греко-латинський.
- Іаков Воронківський (1726—1774) — письменник, кафедральний писар, ігумен Київського Видубицького монастиря.

## Засновані, зведені
- Калинівка (місто)
- Конятин (Путильський район)
- Нова Збур'ївка
- Закарпатський Арматурний Завод
- Свято-Георгіївська церква (Боремель)
- Покровська церква (Сухий Яр)
- Стара Збур'ївка
- аптека «Під чорним орлом» (Львів)
- Костел Пресвятої Трійці (Бурштин)
- Церква святого архістратига Михаїла (Устя)

## Зникли, скасовані
- Кафинський еялет